# Измоденово
Измоденово — село в Алапаевском районе Свердловской области России. Входит в Махнёвское муниципальное образование. Управляется Измоденовской сельской администрацией.

## География
Располагается на правом берегу реки Мугай (правый приток реки Тагил), в 41 километре на север от города Алапаевска.

### Часовой пояс
Измоденово, как и вся Свердловская область, находится в часовой зоне МСК+2. Смещение применяемого времени относительно UTC составляет +5:00.

## Население
| 2002 | 2010 |
| ---- | ---- |
| 619  | ↘584 |

## Инфраструктура
Село разделено на семь улиц (А. Азовской, Береговая, Заречная, Мира, Новая, Октябрьская, Советская) и один переулок (Азовский).